# Montmagny—L'Islet—Kamouraska—Rivière-du-Loup
Circonscription électorale fédérale du Canada
Montmagny—L'Islet—Kamouraska—Rivière-du-Loup est une ancienne circonscription électorale fédérale canadienne située au Québec.

## Description
La circonscription se trouvait dans de l'Est de la province, au nord-est de la région métropolitaine de Québec, entre le fleuve Saint-Laurent et la frontière avec le Maine. Elle chevauchait les régions québécoises de Bas-Saint-Laurent (MRC Kamouraska et Rivière-du-Loup), et de Chaudière-Appalaches (MRC L'Islet et Montmagny).
Les circonscriptions limitrophes était Lévis—Bellechasse et Rimouski-Neigette—Témiscouata—Les Basques.

## Historique
La circonscription de Montmagny—L'Islet—Kamouraska—Rivière-du-Loup a été créée d'abord sous le nom de Rivière-du-Loup—Montmagny en 2003 à partir des circonscriptions de Kamouraska—Rivière-du-Loup—Témiscouata—Les Basques et de Bellechasse—Etchemins—Montmagny—L'Islet. La circonscription adopte le nom de Montmagny—L'Islet—Kamouraska—Rivière-du-Loup en 2004. Les limites de la circonscription n'ont pas changé lors du redécoupage électoral de 2013. Elle est abolie lors du redécoupage électorale de 2023, dissoute dans la circonscription de Côte-du-Sud—Rivière-du-Loup—Kataskomiq—Témiscouata.

## Députés

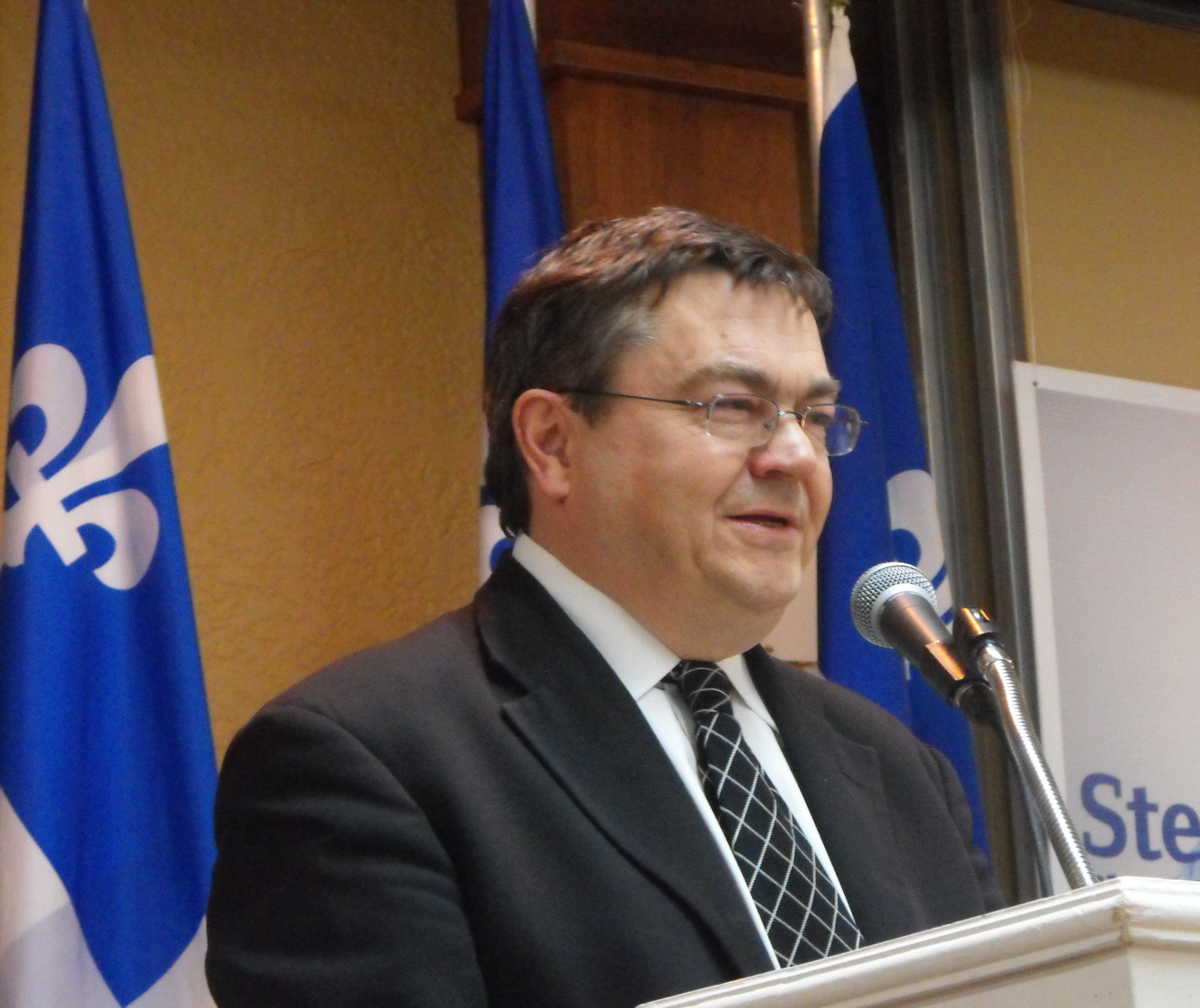
Paul Crête est député de 1993 à 2009

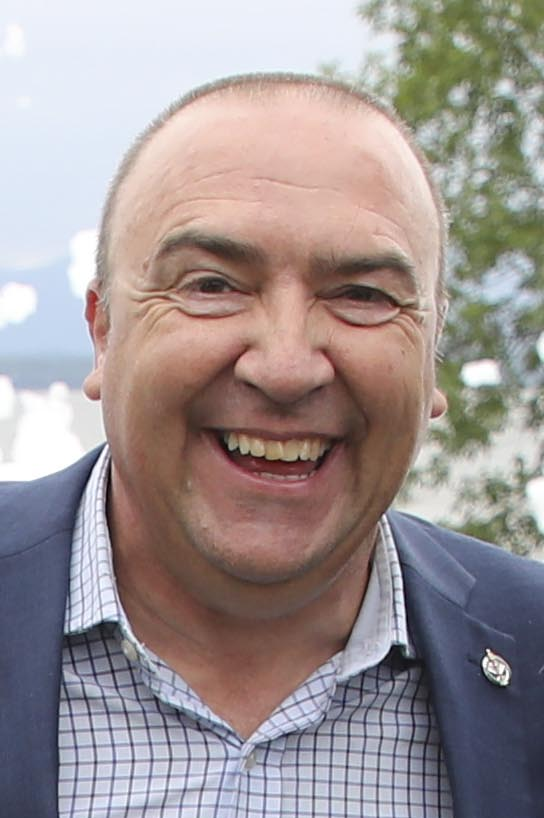
Bernard Généreux est l'actuel député de la circonscription depuis 2015, réélu en 2019 et en 2021

| Législature | Années    | Député | Député            | Parti          |
| --- | --------- | ------ | ----------------- | -------------- |
| Rivière-du-Loup—Montmagny issue de Bellechasse—Etchemins—Montmagny—L'Islet et Kamouraska—Rivière-du-Loup—Témiscouata—Les Basques |           |        |                   |                |
| 38e | 2004–2006 |        | Paul Crête        | Bloc québécois |
| Montmagny—L'Islet—Kamouraska—Rivière-du-Loup                                                                                     |           |        |                   |                |
| 39e | 2006–2008 |        | Paul Crête        | Bloc québécois |
| 40e | 2008–2009 |        | Paul Crête        | Bloc québécois |
| 40e | 2009–2011 |        | Bernard Généreux  | Conservateur   |
| 41e | 2011–2015 |        | François Lapointe | Néo-démocrate  |
| 42e | 2015-2019 |        | Bernard Généreux  | Conservateur   |
| 43e | 2019-2021 |        | Bernard Généreux  | Conservateur   |
| 44e | 2021–2025 |        | Bernard Généreux  | Conservateur   |
| Dissoute dans Côte-du-Sud—Rivière-du-Loup—Kataskomiq—Témiscouata                                                                 |           |        |                   |                |

## Résultats électoraux
Étant donné la marge très faible entre les deux premiers candidats, Bernard Généreux est annoncé gagnant. Un dépouillement judiciaire automatique a donc eu lieu du 11 au 13 mai 2011, établissant finalement la victoire de François Lapointe.